# Pennariidae
Pennariidae è una famiglia di Hydrozoa.
Secondo altri ordinamenti tassonomici la famiglia Pennariidae viene inserita nel sottordine Capitata o nel sottordine Anthomedusae.

## Generi
- Pennaria (Goldfuss, 1820)
- Stauridia (Forbes, 1848)[2][3]